# Oratorio di Sant'Apollonio (Castel Goffredo)

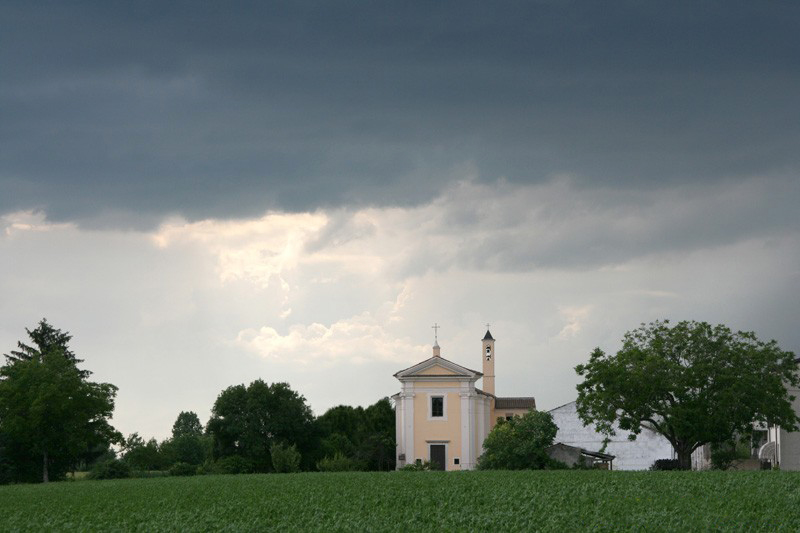
Oratorio di Sant'Apollonio

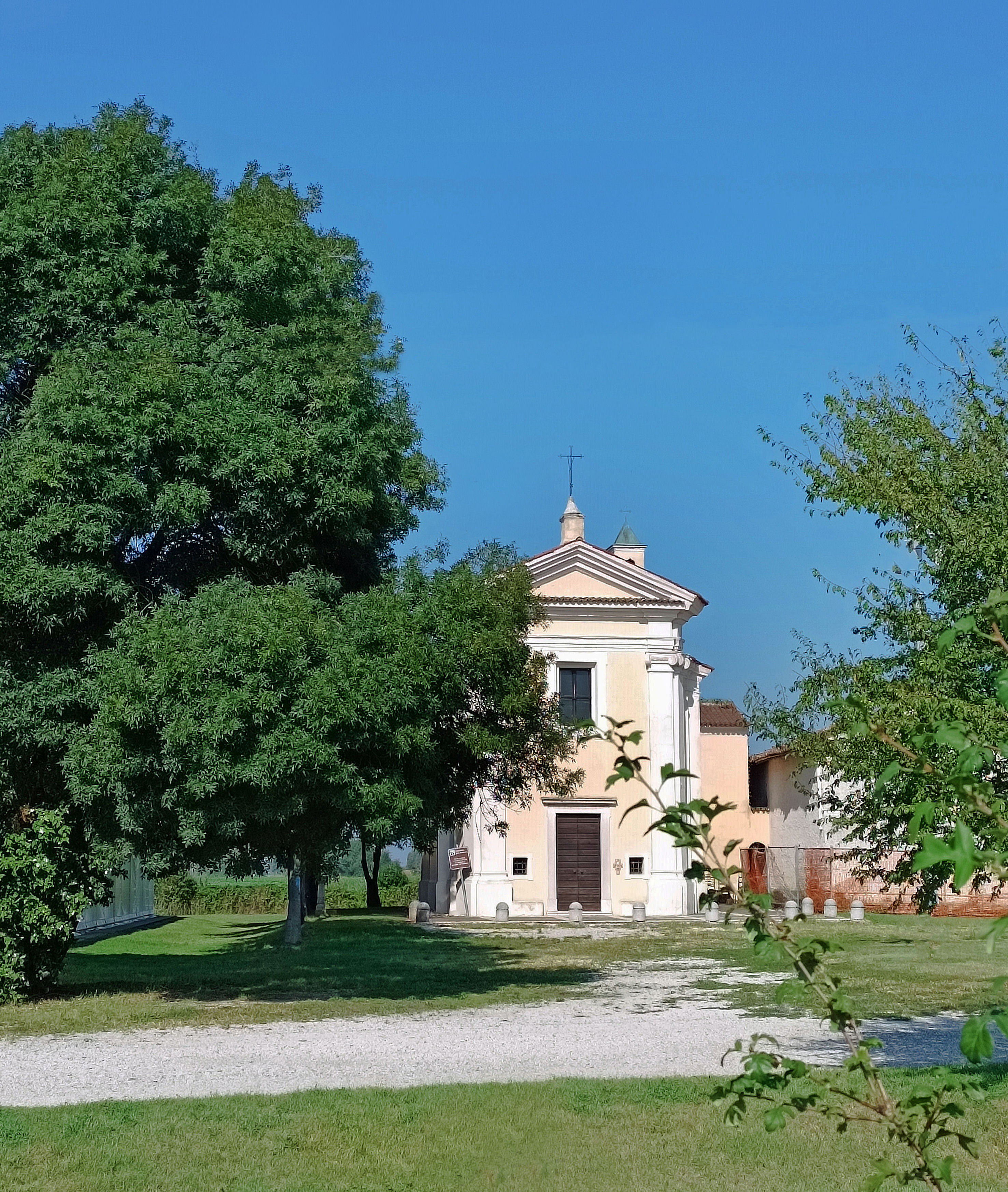
Oratorio di Sant'Apollonio

L'oratorio di Sant'Apollonio  è un edificio religioso situato in strada Sant'Apollonio, alla periferia ovest di Castel Goffredo, in provincia e diocesi di Mantova.

## Storia e descrizione
Di probabile fondazione romanica, venne ricostruita nel 1742 per volere di don Valentino Delaiti jr, prevosto di Castel Goffredo dal 1730 al 1757.
L'interno, a navata unica, termina con l'abside poligonale, nel quale spicca l'altare del Settecento in mattoni e stucco, con dipinti raffiguranti Sant'Apollonio e San Filastrio. Sulla destra dell'ingresso sono visibili ancora i resti dall'antica costruzione romanica. Ornano l'interno alcune statue in legno, tra le quali san Luigi Gonzaga, san Giovanni Nepomuceno e due acquasantiere in marmo.